# Пиотровский, Владислав Юрьевич
Владислав Юрьевич Пиотровский (род. 16 октября 1963, Вильнюс, Литовская ССР, СССР) — советский и российский деятель органов внутренних дел. Начальник ГУВД МВД России по городу Санкт-Петербургу и Ленинградской области с 14 ноября 2006 по 11 июня 2011). Член Правительства Санкт-Петербурга с декабря 2006 по 11 июня 2011. Генерал-лейтенант милиции (2007).

## Биография
Родился 16 октября 1963 в столице Литовской ССР — Вильнюсе. Окончил Ленинградский институт авиационного приборостроения (1990) и Санкт-Петербургскую высшую школу МВД России (1995). Кандидат юридических наук.
Службу в органах МВД начинал в отдельном батальоне Куйбышевского РУВД, затем руководил 27-м отделом милиции Куйбышевского РУВД, работал на различных должностях в Красногвардейском и Петроградском районных управлениях внутренних дел Санкт-Петербурга.
С декабря 1999 — начальник Управления уголовного розыска ГУВД по Санкт-Петербургу и Ленинградской области.
С октября 2003 — начальник криминальной милиции — первый заместитель начальника ГУВД по Санкт-Петербургу и Ленинградской области.
С 14 ноября 2006 по 11 июня 2011 — начальник ГУВД МВД России по городу Санкт-Петербургу и Ленинградской области.
С 4 марта 2009 — президент Федерации тхэквондо (WTF) Санкт-Петербурга.
8 июня 2011 подал в отставку.
11 июня 2011 указом президента Российской Федерации освобождён от должности начальника ГУВД.
У аттестационной комиссии были вопросы к нему лично. За время обсуждения данной кандидатуры квалификационная комиссия не получила исчерпывающих аргументированных ответов на те вопросы, которые ставились перед ним. Поэтому единогласно было принято решение не переназначать его на соответствующую должность
 — сообщил министр внутренних дел Российской Федерации Рашид Гумарович Нургалиев.
С января 2013 — советник генерального директора группы компаний «Балтийская топливная компания» (БТК) по экономической безопасности.

## Звание
- Генерал-лейтенант милиции (7 ноября 2007)

## Награды
- Орден Почёта
- Медаль ордена «За заслуги перед Отечеством» I и II степеней
- Медаль «За отвагу»
- Медаль «300 лет Российскому флоту»
- Медаль «В память 300-летия Санкт-Петербурга»
- Медаль «За доблесть в службе» (МВД России)
- Медаль «200 лет МВД России»
- Медаль «За отличие в службе» I, II и III степеней (МВД России)
- Заслуженный юрист Российской Федерации
- Орден Святого благоверного великого князя Димитрия Донского II степени (РПЦ)
- Золотая медаль Святого Первоверховного апостола Петра (Санкт-Петербургская епархия РПЦ, 2009)[6]
- Серебряная медаль Святого Первоверховного апостола Петра (Санкт-Петербургская епархия РПЦ, 2005)[7]
- Медаль «За укрепление парламентского сотрудничества» (28 ноября 2013 года, Межпарламентская ассамблея СНГ) — за особый вклад в развитие парламентаризма, укрепление демократии, обеспечение прав и свобод граждан в государствах — участниках Содружества Независимых Государств[8]

## Семья
Женат.  Имеет 3 сыновей и 2 дочери- Пиотровский Денис Владиславович (33 года), Пиотровский Владислав Владиславович (8 лет), Пиотровский Александр Владиславович (5 лет), 
Пиотровская Валерия Владиславовна (14 лет),
Пиотровская Елизавета Владиславовна (2 года)

## Доходы
Доход за 2009 год составил более 23 миллионов рублей.

## В кино и литературе
Под настоящим именем фигурирует в некоторых литературных произведениях Андрея Константинова, а также снятых по ним сериалах «Защита свидетелей» и «Свой — Чужой». Пиотровский был консультантом документального сериала «Криминальная Россия» и первых серий фильма «Опера. Хроники убойного отдела».